# Resolució 2399 del Consell de Seguretat de les Nacions Unides
La Resolució 2399 del Consell de Seguretat de les Nacions Unides fou adoptada per unanimitat el 30 de gener de 2018. El Consell va ampliar l'embargament d'armes i les sancions contra la República Centreafricana per un any fins al 31 de gener de 2019.

## Contingut
Al sud-est i el nord-oest de la República Centreafricana uns catorze grups armats continuaven lluitant pel territori i les matèries primeres. Aquests grups ocupaven el 70% del país. L'exèrcit del govern i les forces de manteniment de la MINUSCA no van ampliar gaire més l'autoritat del govern. El juliol de 2017, en una conferència a Libreville, en el context de la iniciativa de pau de la Unió Africana, s'havia elaborat un full de ruta per proporcionar el marc per a una solució política del conflicte.
L'embargament d'armes contra la República Centreafricana es va estendre fins al 31 de gener de 2019. Es va instar als països veïns a prendre mesures contra el comerç il·legal d'armes lleugeres i municions. Les prohibicions de viatjar i la congelació dels saldos bancaris contra persones en la llista de sancions també es van ampliar fins a la mateixa data. Finalment, el grup d'experts, que investigava l'incompliment de les sancions i consultava al Comitè de Sancions, es va ampliar fins al 28 de febrer de 2019.